# Mentalizzazione
Per mentalizzazione si intende un'attività mentale immaginativa che porta a percepire e interpretare i comportamenti propri e altrui come il risultato di stati mentali interni e intenzionali e cioè come il risultato di desideri, credenze, aspettative, bisogni, obiettivi e sentimenti.

## Storia del concetto
Il concetto di mentalizzazione, proposto da Peter Fonagy e affermatosi ampiamente in psicoterapia, in realtà deriva da precedenti concezioni in ambito psicodinamico.
Precursore del concetto di mentalizzazione è Wilfred Bion, grande teorizzatore del funzionamento mentale, che definì Funzione Alfa l'attività mentale che, partendo dalle impressioni sensoriali e dalle emozioni (Elementi Beta, che denominò "realtà protomentale"), arriva alla formazione del pensiero; dapprima come immagine mentale, poi come funzione cognitiva legata alla parola: ossia i modi tramite cui la mente giunge alla creazione di simboli la cui funzione è rappresentare gli stati emotivi.
Il termine mentalizzazione è stato poi introdotto e sviluppato da un gruppo di psicoanalisti interessati alla psicosomatica. Secondo tali studiosi, coloro che sono affetti da malattie psicosomatiche tendenzialmente hanno difficoltà di mentalizzazione degli stati emotivi (alessitimia); ovvero, non "simbolizzano i conflitti affettivi", lasciando nel loro corpo (ed in particolare nei cosiddetti "organi-bersaglio") la contraddizione di un pensiero che "passa all'atto" (acting-out), cioè un pensiero incapace di produrre un completo lavoro mentale che si esprima come attività simbolica concettuale.

## Applicazioni
La mentalizzazione ha implicazioni per la teoria dell'attaccamento e lo sviluppo personale. Secondo Fonagy, le persone con uno stile di attaccamento disorganizzato (ad esempio a causa di abusi fisici, psicologici o sessuali), possono avere maggiori difficoltà nello sviluppare la capacità di mentalizzare. La storia dell'attaccamento determina in parte la forza della capacità di mentalizzazione degli individui. Le persone con un attaccamento sicuro tendono ad avere un caregiver primario che ha abilità di mentalizzazione più complesse e sofisticate. Di conseguenza, questi bambini possiedono maggiori capacità di rappresentarsi gli stati mentali propri e delle altre persone. Inoltre, l'esposizione nella prima infanzia alla mentalizzazione può proteggere l'individuo da future difficoltà psicologiche e sociali